# Lago Nero (Bohinj)
Il lago Nero (in sloveno Črno jezero) è un lago della Slovenia situato ad un'altezza di 1319 metri nella valle dei Laghi del Tricorno (Dolina Triglavskih jezer) all'interno del parco nazionale del Tricorno.
Il nome deriva dalla sua posizione all'interno di una conca nel mezzo di una foresta, che si estende fino alla parete rocciosa della Komarča. Lo specchio d'acqua è il meno elevato e quindi il più caldo tra i laghi della vallata: in superficie infatti la sua temperatura media nel periodo estivo è di 9 °C, mentre nei mesi invernali è di 3 °C.
Il lago Nero ha una lunghezza di circa 150 metri, una larghezza di 80 metri ed una profondità di 6 metri.
Attorno al lago si possono trovare degli esemplari di tritone alpino.